# Wollongong (LGA)
City of Wollongong is een Local Government Area (LGA) in Australië in de staat New South Wales. City of Wollongong telt 192.418 inwoners. De hoofdplaats is Wollongong.